# Abutilon peruvianum
Abutilon peruvianum är en malvaväxtart som först beskrevs av Jean-Baptiste de Lamarck, och fick sitt nu gällande namn av Thomas Henry Kearney. Abutilon peruvianum ingår i släktet klockmalvor, och familjen malvaväxter. Inga underarter finns listade i Catalogue of Life.